# 726 Joella
726 Joella је астероид главног астероидног појаса. Приближан пречник астероида је 44,02 ,
а средња удаљеност астероида од Сунца износи 2,565 астрономских јединица (АЈ).
Инклинација (нагиб) орбите у односу на раван еклиптике је 15,408 степени, а орбитални период износи 1501,132 дана (4,109 године). Ексцентрицитет орбите астероида износи 0,285.
Апсолутна магнитуда астероида износи 10,57 а геометријски албедо 0,053.
Астероид је откривен 22. новембра 1911. године.